# Campeonato Asiático de Atletismo de 2011 - Salto em altura feminino
A prova do salto em altura feminino do Campeonato Asiático de Atletismo de 2011 foi disputada no dia 10 de julho de 2011 no Kobe Universiade Memorial Stadium em Kobe,  no Japão.

## Recordes
Antes desta competição, os recordes mundiais e do campeonato nesta prova eram os seguintes:
|                       | Nome               | Nacionalidade | Altura  | Local  | Data                 |
| --------------------- | ------------------ | ------------- | ------- | ------ | -------------------- |
| Recorde mundial       | Stefka Kostadinova | Bulgária      | 2m 09cm | Roma   | 30 de agosto de 1987 |
| Recorde do campeonato | Tatyana Efimenko   | Quirguistão   | 1m 94cm | Amã    | 28 de julho de 2007  |
| Recorde asiático      | Marina Aitova      | Cazaquistão   | 1m 99cm | Atenas | 13 de julho de 2009  |

## Medalhistas
| Ouro                 | Prata                   | Bronze              |
| Zheng Xingjuan (CHN) | Svetlana Radzivil (UZB) | Marina Aitova (KAZ) |

## Cronograma
Todos os horários são locais (UTC+9).
| Data        | Hora  | Evento |
| ----------- | ----- | ------ |
| 10 de julho | 14:30 | Final  |

## Final
A final da prova ocorreu dia 10 de julho às 14:30.
| Posição           | Atleta                | Nacionalidade | 1.70 | 1.75 | 1.80 | 1.85 | 1.89 | 1.92 | 1.95 | Resultados | Notas |
| ----------------- | --------------------- | ------------- | ---- | ---- | ---- | ---- | ---- | ---- | ---- | ---------- | ----- |
| Medalha de ouro   | Zheng Xingjuan        | China         | –    | –    | o    | o    | xo   | o    | xxx  | 1.92       |       |
| Medalha de prata  | Svetlana Radzivil     | Uzbequistão   | –    | –    | o    | o    | xxo  | xxo  | xxx  | 1.92       |       |
| Medalha de bronze | Marina Aitova         | Cazaquistão   | –    | –    | o    | o    | o    | xxx  |      | 1.89       |       |
| 4                 | Anna Ustinova         | Cazaquistão   | –    | o    | o    | o    | xxx  |      |      | 1.85       |       |
| 5                 | Noengrothai Chaipetch | Tailândia     | o    | xo   | xo   | o    | xxx  |      |      | 1.85       |       |
| 6                 | Wanida Boonwan        | Tailândia     | o    | o    | o    | xo   | xxx  |      |      | 1.85       |       |
| 7                 | Miyuki Fukumoto       | Japão         | o    | o    | o    | xxx  |      |      |      | 1.80       |       |

Legenda
| Recorde mundial       | Recorde mundial (World record)               |                       | Recorde africano                      | Recorde africano (African) |                                           | Q | Classificado por posição (Qualified) |
| Recorde do campeonato | Recorde do campeonato (Championship record)  | Recorde da América    | Recorde da América (Americas)         | q                          | Classificado por melhor tempo (Qualified) |   |                                      |
| Melhor marca do ano   | Melhor marca do ano (World leading)          | Recorde asiático      | Recorde asiático (Asian)              | DNS                        | Não largou (Did not start)                |   |                                      |
| Recorde nacional      | Recorde nacional (National record)           | Recorde europeu       | Recorde europeu (European)            | DNF                        | Não terminou (Did not finish)             |   |                                      |
| Recorde pessoal       | Recorde pessoal do atleta (Personal best)    | Recorde da Oceania    | Recorde da Oceania (Oceania)          | DSQ / DQ                   | Desclassificado (Disqualified)            |   |                                      |
| Recorde da temporada  | Recorde da temporada do atleta (Season best) | Recorde sul-americano | Recorde sul-americano (South America) | NM                         | Sem marca (No mark)                       |   |                                      |